# Josef Rauvolf
Josef Rauvolf (* 2. ledna 1953 Cheb) je český překladatel a publicista. Vystudoval FF UK, poté pracoval jako domovník a překládal texty pro samizdat. Za svůj život přeložil již řadu knih zejména z okruhu beatnické literatury, např. Nahý oběd W. S. Burroughse, knihy Jacka Kerouaca či Charlese Bukowského. Podílel se na natáčení řady televizních pořadů, například cyklu Alternativní kultura (rež. Petr Slavík), spolupracuje s rozhlasem. Byl šéfredaktorem české mutace časopisu Rolling Stone, redaktorem časopisu Instinkt, publikoval v řadě jiných médií. Vydal monografii s názvem Hledání Jaromíra Nohavici.
Za překlad Kerouacovy knihy Vize Codyho z angličtiny obdržel Cenu Josefa Jungmanna za rok 2011.

## Dílo
- Hledání Jaromíra Nohavici (2007)

### Překlady (první vydání)
- William S. Burroughs – Feťák (1990); Teplouš (1991); Dopisy o Yage (1991); Nahý oběd (1994);[3] Nova Express (1994; nová edice 2019); Místo slepých cest (2001); Západní země (2004); Hebká mašinka (2018); Lístek, který explodoval (2019); Divocí hoši (oficiálně nevydáno)
- Jack Kerouac – Dharmoví tuláci (1992); Vize Codyho (2011); Dobrá bloncka (2019)
- Hubert Selby, Jr. – Poslední odbočka na Brooklyn (1995)
- Miles Davis – Miles (2000)
- J. G. Ballard – Hello, Ameriko! (2010)
- William Gibson – Jak vypálit Chrome (2004, 2018); Neuromancer (2010, 2019)
- Charles Bukowski – Všechny řitě světa i ta má (1991)
- Hans Watzlik – Stilzel, skřet šumavský (1997)
- Victor Bockris – Nadoraz: Příběh The Velvet Underground (1995)
- John Clellon Holmes – Jeď! (2016)
- Anton Szandor LaVey – Satanská Bible (1991)
- Legendy a pověsti staré Šumavy (1996)